# فهرست کدهای برگشته از سرور قاب
کدهای برگشته از سرور قاب (قرارداد انتقال پرونده) همیشه سه رقم دارند و هر رقم دارای معنای خاص خود است. اولین رقم خوب یا بد یا ناقص بودن پاسخ را نشان می‌دهد:
| دامنه | هدف |
| ----- | --- |
| 1xx   | پاسخ اولیه مثبت اقدام درخواستی در حال آغاز است. قبل از شروع دستور جدید ، منتطر پاسخ دیگری باشید. (ارسال کردن یک دستور دیگر قبل از پاسخ کامل، پروتکل را نقض می‌کند؛ اما فرایندهای FTP-server باید هر دستوری را که در حین انجام دستور قبلی است، را در صف قرار دهد) از این نوع پاسخ می‌توان برای نشانه ای از پذیرفتن دستور استفاده کرد و اکنون فرایند کاربر برای پیاده‌سازی‌هایی که نظارت همزمان دشوار است، می‌تواند به اتصال‌ها داده توجه کند. فرایند FTP سرور ممکن است حداکثر، یک پاسخ 1xx برای هر فرمان ارسال کند. |
| 2xx   | پاسخ تکمیل مثبت درخواست با موفقیت انجام شد درخواست جدیدی ممکن است بعد از آن آغاز شود. |
| 3xx   | پاسخ متوسط مثبت این دستور پذیرفته شده‌است، اما عملکرد درخواستی در انتظار برای ورود اطلاعیه‌ها جدید است. کاربر باید دستور دیگری را با مشخص کردن این اطلاعیه‌ها ارسال کند. این پاسخ در گروه‌های توالی دستور استفاده می‌شود. |
| 4xx   | پاسخ تکمیل منفی گذرا دستور پذیرفته نشد و اقدام درخواستی انجام نشد، اما شرط خطا موقتی است و ممکن است این اقدام دوباره انجام شود. کاربر باید در صورت وجود توالی دستور به ابتدای آن برگردد. اختصاص معنی به "گذراً دشوار است، به ویژه هنگامی که دو قسمت مجزا (سرور و کاربر) باید در مورد تفسیر آن به توافق برسند. هر پاسخ در گروه 4xx ممکن است بر اساس زمان آن معنی متفاوتی داشته باشد، اما هدف این است که کاربر تشویق شود تا دوباره امتحان کند. یک قانون کلی در تعیین اینکه آیا یک پاسخ در گروه 4xx یا 5xx (منفی دائمی) قرار می‌گیرد این است که اگر دستورها بدون تغییر فرم فرمان یا ویژگی‌ها کاربر یا سرور (مانند مثال دستور با همان استدلال‌های مشابه استفاده می‌شود؛ کاربر دسترسی پرونده یا نام کاربری خود را تغییر نمی‌دهد؛ سرور اجرای جدیدی را اعمال نمی‌کند) |
| 5xx   | پاسخ تکمیل منفی دائمی دستور پذیرفته نشد و اقدام درخواستی صورت نگرفت. فرایند کاربر از تکرار درخواست دقیق به همان ترتیب منصرف می‌شود با این حال برخی از شرایط خطای "دائمی" قابل تغییر هستند، بنابراین کاربر انسانی ممکن است بخواهد روند خود را به کار بیندازد تا توالی دستور را با اقدام مستقیم در برخی از مراحل در آینده شروع کند (به عنوان مثال، پس از تغییر املای آن دستورها یا کاربر وضعیت دایرکتوری خود را تغییر داده بدهد) |
| 6xx   | پاسخ محافظت شده RFC 2228 مفهوم پاسخهای محافظت شده را از طریق ارتباط‌ها FTP برای افزایش امنیت ارائه داد. پاسخهای 6xx پیامهای محافظت شده رمزگذاری شده Base64 هستند که به عنوان پاسخی برای دستورهای با امنیت عمل می‌کنند. با رمزگشایی مناسب، این پاسخ‌ها در گروه‌های فوق قرار می‌گیرند. |